# Molí de Canemars
El molí de Canemars és una obra del municipi de Borredà (Berguedà) inclosa en l'Inventari del Patrimoni Arquitectònic de Catalunya. El molí fariner de Canemars era una construcció d'estructura clàssica, orientat cap a migdia, de planta quadrada coberta a dues aigües amb teula àrab. El parament és de carreus de pedra irregulars sense desbastar units amb morter i deixats a la vista. Construït a finals del s. XVII o començaments del s. XVIII i era el molí fariner de la masia veïna de Canemars; situat prop del molí d'en Font. Fou abandonat abans de la Guerra Civil Espanyola (1936- 1939) el seu estat de conservació és molt dolent car s'ha esfondrat la teulada i només conserva part del primer pis i la planta baixa amb el carcau, amb molt vegetació.